# Københavns geografi
Københavns geografi er de naturlige og menneskeskabte karakteristika dækket af fagområdet beskrivende geografi i det område, som udgør byområdet København, som defineret ud fra FN's retningslinjer.
København ligger på det nordøstlige Sjælland med en del af byen på øen Amager og en række kunstige og naturlige øer og holme derimellem. Det meste af det centrale område er tæt bebygget, men med spredte områder med parker og søer. Det lille centrum omkranses af vand mod både øst og vest. Mod vest finder man Søerne og Damhussøen og mod øst er der kanaler (og havneløb) mellem øerne og centrum. På ydersiden af vandet er brokvartererne Østerbro, Nørrebro, Vesterbro og Amagerbro. Disse kvarterer er hovedsagelig bygget under industrialiseringen i starten af 1900-tallet som arbejderboliger. Udenfor brokvartererne ligger forstæderne. Mange af forstæderne var oprindeligt selvstændige byer, der over tid er vokset sammen med København.
Københavns udvikling var i mange år begrænset af voldene. Med deres fald i 1850'erne og den samtidige industrielle revolution skete en voldsom stigning i indbyggertallet, der i løbet af 100 år voksede fra ca. 100.000 til omkring en million. I dag ligger indbyggertallet på lidt mere end 1,3 mio (2018). for byen København. Metropolregionen Øresundsregionen, hvor København er hovedby, har ca. 3,7 mio. indbyggere.
Indbyggerne i København er beskæftiget i en lang række erhverv, men hovedbeskæftigelsen er på vidensarbejdspladser. København er hjemsted for mange statslige arbejdspladser og mange virksomheder har deres hovedkvarter i byen.
Der er meget få naturressourcer i Københavnsområdet, men der udnyttes dog lidt vindressourcer og der har tidligere været udgravning af ler og udnyttelse af vandkraft. Den tætte bebyggelse gennem mange år har gjort at det meste af området er klassificeret som lettere forurenet.

## Afgrænsning og definition
I daglig tale bruges navnet "København" både om Københavns Kommune og om byen som helhed, der også omfatter hele eller dele af 17 andre kommuner. Nærværende artikel omfatter byen som helhed. Alle samlede byområder i Danmark defineres af Geodatastyrelsen (den tidligere Kort & Matrikelstyrelse, en del af Miljøministeriet) men præsenteres dog primært via Danmarks Statistik (DST). DST's opgave inkluderer at tælle antallet af indbyggere inden for hver byområde, men de geografiske grænser for disse afgøres af Geodatastyrelsen alene. Definitionsbegrundelserne stammer fra FN's retningslinjer, og KMS bruger den såkaldte polygonmetode. For at blive betragtet som samlet byområde må der ikke være mere end 200 meter mellem husene (parker og lignende ikke medregnet).
Selv om byområdet er klart afgrænset fra myndighedernes side, anvender de forskellige betegnelser for det. Geodatastyrelsen anvender København, mens Danmarks Statistik benytter Hovedstadsområdet, og på vejskiltene langs indfaldsvejene har Vejdirektoratet valgt Storkøbenhavn. København er imidlertid den eneste af de tre betegnelser, der er autoriseret af Stednavneudvalget. Det er dog i alle tilfælde det samme område, der menes.

## Beliggenhed og undergrund
Geologisk set hviler København ligesom det meste af Danmark på et istidspræget grundmorænelandskab, der igen hviler på en hårdere undergrund af kalksten. Visse steder i området er der blot ti meter ned til kalklaget, det såkaldte københavnerkalk, der under bygningen af metroen voldte betydelige problemer.
Det vestlige København strækker sig forholdsvist fladt længere ind på Sjælland, mens man mod både nord og syd kan opleve mere kuperet terræn. I det nordvestlige København rejser sig f.eks. omkring Søborg og Høje Gladsaxe en større bakkekæde med højder op til 50 meter over havet. Disse bakkede landskaber i det nordlige København gennemskæres af en del søer og Mølleåen. I Rude Skov ligger det højeste punkt i det større københavnsområde med 91 meter over havet. Pga. højden i Gladsaxe-området har man her placeret Gladsaxesenderen og Københavns vandforsyning. I den sydvestlige del af København hæver en kalkforskydning sig ved Carlsberg-forkastningen. De mere centrale dele af København består for det meste af fladere landskab, afvekslingsvis ses Valby Bakke og Brønshøj med mindre hvælvede bakker. To dalsystemer følger fra nordøst til sydvest disse små bakkekæder. I den ene dal finder man søerne (Sortedamssøen, Peblingesøen og Skt. Jørgens sø), i den anden finder man Damhussøen. Disse mindre dale gennemskæres af åerne Harrestrup Å og Ladegårdsåen, den sidste løber under Åboulevarden og er lukket helt inde i rør. Amager og det meste af den gamle indre by er fladt kystnært land. En del af den indre by, herunder Christianshavn og Islands Brygge, ligger i dag på områder, der for 500 år siden var havbund.

## Infrastruktur
I 1947 blev den første Fingerplan udarbejdet. Selvom den aldrig blev vedtaget i et officielt forum, har den haft stor betydning for København. Ideen med fingerplanen var at trafik og bygninger skulle bygges langs fem fingre ud fra centrum med grønne områder mellem fingrene. Indfaldsvejene og sportrafikken fra centrum foregår således i dag ud af de fem fingre samt i en nyere finger over Amager og Øresund til Sverige. Denne finger skaber også forbindelse til Københavns Lufthavn. For sportrafikkens vedkommende er der et enkelt spor der fungerer som ringbane, mens vejtrafikken har adskillige ringforbindelser på tværs.
Fingerplanen bruges stadig som overordnet styringsværktøj og den blev i 2007 og 2012 opdateret med nye afsnit om bl.a. klimatilpasning og byomdannelse. I planerne fremgår ligeledes hvilke arealer, der er afsat til transportkorridorer, som fx en mulig ring 5, som bane eller vej.
Detailstyringen af infrastruktur varetages af de enkelte kommuner. Nogle kommuner bruger fingerplanen som udgangspunkt for deres egen planlægning.

### Transport

#### Gang
I centrum af København foregår meget transport i gang, og op imod 80 procent af den samlede færdsel i bymidten foregår til fods. Langt de fleste københavnske veje har fortove langs vejsiderne. I store træk er det kun motorvejene, der ikke har fortove. Dette gør, at det er muligt relativt sikkert at bevæge sig rundt til fods. Der er ligeledes installeret mange fodgængerfelter, hvoraf de fleste findes ved lyskryds.
København har en del gågader, hvor det ikke er tilladt at køre bil, hvoraf den mest kendte er Strøget. Ligeledes findes der en del gader omkring strøget, der også har gågadestatus.
Uden for centrum er gang mindre brugt og faciliteterne til gang er mindre udbyggede.

#### Cyklisme
Et kendetegn ved København er de mange cykelstier, der ofte gør cyklen til et mere hensigtsmæssigt transportmiddel. For at understøtte udviklingen med at mange bruger cyklen er komunerne i København gået sammen om et projekt med Cykelsuperstier. Cykelsuperstierne er målrettet cykling og giver fx grønne bølger, bredere cykelstier og cykelpumper ved udvalgte vejkanter. Uafhængigt af dette har Københavns Kommune en strategi om at gøre København til verdens bedste cykelby. Dette lidt brede mål skal bl.a. opnås ved at 50 % af københavnerne skal tage cyklen på arbejde eller til uddannelse i 2015. For at hjælpe på vej mod det er Nørrebrogade blevet delvist lukket for biler. I 2008 var man nået op på at 37 % af indbyggerne cyklede til arbejde eller uddannelse hver dag.
Internationalt har man også lagt mærke til København som en by for cyklister og byen blev i 2008 kåret til den mest cykelvenlige by af det amerikanske onlinesite Treehugger.com.

#### Bilisme og parkering
Den indre by er trafikalt præget af middelalderbyens vejplanlægning, hvorfor bil- og buskørsel er svært. Vitalt for biltrafikken er systemet af ringveje i København. Som omkransning af brokvartererne løber Ring 2 og længere ude Motorring 3 (motorvej), Ring 3, Ring 4 (motorvej) og den påbegyndte Ring 5.
Uden for søerne og på Amager er det stadig de gamle landeveje, der er de vigtigste. Herunder hører Vesterbrogade, Nørrebrogade, Østerbrogade og Amagerbrogade. De større indfaldsveje er Lyngbymotorvejen, Hillerødmotorvejen, Frederikssundmotorvejen, Holbækmotorvejen og Køge Bugt Motorvejen. Indfaldsvejene bruges i stor stil af pendlere til at komme til og fra arbejde.
De fleste steder i København er der gratis parkering. Dette gælder dog ikke for de indre bydele, hvor man som udgangspunkt skal betale for parkering. Uden for betalingsområder er der ligeledes områder, hvor der er tidsbegrænsning på parkering. Beboere i Københavns Kommune kan købe en beboerparkeringslicens, der gælder for det nærmeste område.

#### Kollektiv transport
Den gamle betegnelse for "Hovedstadsområdet" virker stadig som et zoneindelt lokaltrafikområde med fælles billetsystem og betjenes af en kombination af busser, metro, S-tog og regionaltog samt i periferien af området lokalbaner. S-togene bruges på korte strækninger i den indre by, men fungerer også som tilbringere fra forstæderne og til transport i og mellem disse. Den samlede offentlige transport i hovedstandsområdet er blevet anslået til 3,5 mia. personkilometer i 2006, hvoraf 33 % med S-tog, 33 % med regional- og fjerntog samt 25 % med bus.
I modsætning til en række andre storbyer er de forskellige trafikarter trods fælles takstsystem underlagt hver deres selskab. Busserne hører under Movia, metro under Metroselskabet, S-tog, regionaltog og fjerntog under DSB og lokalbaner under Hovedstadens Lokalbaner.

#### Lufthavne
Københavns Lufthavn i Kastrup er Skandinaviens største med cirka 21 millioner passagerer om året. Den betjener ud over indbyggerne på Sjælland også indbyggere i Skåne og det øvrige Sydsverige, der med tog over Øresundsbroen let kan komme direkte til lufthavnen. Kastrup har en indenrigs- og to udenrigsterminaler. I 2010 færdigjordes byggeriet af en ny lavpristerminal "CPH GO". Kastrup Lufthavn er forbundet med resten af København med bus, tog og metro.
Omkring København findes ligeledes Roskilde Lufthavn, som primært fungerer som lufthavn for taxifly, privatfly og skoleflyvning, og Grønholt Flyveplads, som er en privat flyveplads med meget begrænset trafik.

#### Havne
Københavns Havn har været vigtig for byen siden dens grundlæggelse. Havnen er løbende blevet udbygget og dækker i dag et stort areal mellem Svanemøllebugten og Sjællandsbroen. De sidste årtier er de centrale og sydlige dele af havnen dog blevet omdannet til bolig- og erhvervsformål. Havneaktiviteter foregår derfor fortrinsvis i Nordhavnen, Langelinie og ved Prøvestenen.
Selskabet bag havnen er i dag fusioneret med Malmö Havn og driver de to havne under navnet Copenhagen Malmö Port.
Fra København er der færgeforbindelse til Oslo (Norge) og Swinoujscie (Polen).
København Havn anløbes af 250-300 krydstogtskibe hvert år, og havnen en af de største anløbshavne for disse i Nordeuropa. Havnen (og byen) er ligeledes flere gange kåret som den bedste anløbshavn for krydstogtskibe i Europa og verden. Krydstogtskibene ligger an ved Langelinie hvor der også er anlagt en række butikker, der henvender sig til krydstogtsgæsterne.
Der er lystbådehavne ved Svanemøllehavnen, Prøvestenen og flere andre steder. Lystbådehavnen ved Svanemøllehavnen er Danmarks største med plads til ca. 1.100 både.

### Bebyggelse

#### Det centrale København
Det centrale København er de dele af byen som er præget af tæt, 3-6 etagers byggeri. Regnet fra nord afgrænses dette område omtrent af S-togssporene fra Svanemøllen Station til Nørrebro Station og herfra af Ndr.- og Sdr. Fasanvej til Valby Station og herfra til Sjællandsbroen. På Amagersiden afgrænses det centrale København fra det øvrige Amager omtrent af en linje fra vejen Islands Brygges sydlige endepunkt til Amager Hospital og herfra op til Kofoeds Skole.
I midten af det centrale København ligger Middelalderbyen, som er den allerældste del af København fra før udvidelsen af byen under Christian 4. Området afgrænses af Vester Voldgade, Nørre Voldgade, Gothersgade og havnen. Dette område udgjorde byen København indtil udvidelsen med Christianshavn i 1620'erne og Nyboder i 1640'erne. Denne afgrænsning er bl.a. blevet brugt i forbindelse med Bilfrie dage i 2003 og 2004. I området ligger bl.a. Strøget, Københavns Universitet, Vor Frue Kirke og Rundetårn.
Den Indre By ligger inden for de nu sløjfede volde, og området afgrænses af Vester Voldgade, Nørre Voldgade, Øster Voldgade, Kastellet og Stadsgraven og inkluderer således Christianshavn. Dette område udgjorde byen København fra 1640'erne til voldenes fald i 1850'erne. Denne del af byen er kendetegnet ved at indeholde de fleste af en hovedstads funktioner samt de fleste af Københavns hovedattraktioner.
Resten af det centrale København består af områderne, som blev bebygget umiddelbart efter voldenes nedlægning fra 1857, hvor brokvartererne Østerbro, Nørrebro, Vesterbro og efter 1905 også Amagerbro og Islands Brygge blev dannet. Den indre del af Frederiksberg henregnes ligeledes til det centrale København. Den tætte bebyggelse gennem mange år har gjort at det meste af området, som de fleste andre ældre byområder i Danmark, er klassificeret som lettere forurenet.
Efterhånden som København voksede opslugte byen diverse omkringliggende mindre byer og byområder, som Frederiksberg og Valby. Disse er nu en naturlig del af København. Fra syd ligger bl.a. Valby, Vanløse, Brønshøj og Hellerup på grænsen mellem de centrale dele og forstæderne. Som i de centrale dele har disse områder en del etagebyggeri fra mellem 1920'erne til 1960'erne, især omkring stationerne og de store veje, men det meget af områderne er præget af villakvarterer fra den samme periode. De fleste af områderne har formået at bevare en selvstændig profil og i bl.a. Valby er der et stort handelsområde omkring stationen og Valby Langgade.

#### Forstæderne
Københavns forstæder er de byer og byområder som i nyere tid er vokset sammen med København. Dette drejer sig bl.a. om Hvidovre, Glostrup, Rødovre, Herlev, Gladsaxe og Lyngby. Disse områder har næsten alle en selvstændig profil og et naturligt centrum. Områderne er i endnu højere grad villakvarterer end områderne lige uden for brokvartererne, men der er også en del etagebyggeri fra 1960'erne, fx Højhusene i Rødovre og Høje Gladsaxe.
Langs Køge Bugt ligger en række byområder som er vokset op sammen med s-togsbanen. Ved stationerne er der i høj grad bygget etagebyggeri, som i nogle tilfælde har fået ghettopræg, som i Brøndby Strand og Ishøj. Lidt længere fra stationerne ligger store områder med parcelhusbyggeri.
De københavnske forstæder Kastrup og Tårnby på Amager er præget af Københavns Lufthavn. Der har været stor fokus på vækst i området siden starten af 1990'erne, hvor konceptet for Ørestaden blev fremlagt. Dette indebar bygningen af Metroen, som siden åbningen i 2002 har haft stor betydning for området. Flere store anlæg præger Ørestad herunder DR Byen, Københavns Universitet Amager, Bella Center og Field's.

### Forsyning og bortskaffelse
Københavns har stabile leverancer af vand, el, telefoni og andre leverancer, som sikrer at byen kan fungere. Vand bliver leveret af lokale vandværker som pumper grundvand op fra undergrunden. Grundet den store koncentration af mennesker har man de senere år dog talt om, at der kan opstå udfordringer med at sikre lokalt produceret grundvand. Der er derfor blevet eksperimenteret med at blande overfladevand i det almindelige grundvand. Det er Københavns Energi, der står for levering af drikkevand til det meste af København. El, telefoni mv. leveres som udgangspunkt af store leverandører som DONG og TDC, men der er også mindre selskaber, der bidrager.
København har de senere årtier skabt gode muligheder for at affaldsprodukter fra produktion og husholdninger kan skaffes af vejen med etablering af forbrændingsanlæg og rensningsanlæg. Det mere specialiserede og farlige affald håndteres som i de andre danske kommuner af Nordgroup.
Varme i København leveres i høj grad af fjernvarme eller naturgas. I Københavns Kommune leveres dette af Københavns Energi via et net af fjernvarmerør, som dækker omkring 85 % af det opvarmede areal. De øvrige kommuner er også godt med, med enten fjernvarme eller naturgas og der er udbredt fjernvarme eller naturgas i bl.a. Hvidovre og Gentofte kommuner.
I store dele af byen er det muligt, at få gas via byens distributionsnet. Denne bygas bruges i områder med fjernvarme primært til bl.a. madlavning, men i områder uden fjernvarme også til opvarmning af boliger og vand. Det er også Københavns Energi, der står for distributionen af gas i det meste af byen, ligesom de tager sig af kloaknettet.
Selskabet R98 stod for renovationen i Københavns og Frederiksberg Kommune, men fra marts 2010 er dette blevet overtaget af private vognmænd.

### Hospitaler og ambulancetjeneste
Det største hospital i København – og Danmark – er Rigshospitalet, som ligger på Østerbro ved Fælledparken. Hospitalet er i stand til at behandle stort set alle typer patienter og har ofte den største ekspertise inden for et givet fagområde. Hvidovre Hospital er også et af de største hospitaler og har bl.a. den største fødselsafdeling. Bispebjerg Hospital og Herlev Hospital er blandt de andre store offentlige hospitaler i København. Udover de offentlige hospitaler er der ligeledes en række privathospitaler, som typisk henvender sig til bestemte patientgrupper bl.a. Herlev Privathospital og Københavns Privathospital.
Ansvaret for ambulancetjenesten i København ligger hos Region Hovedstaden, som har udliciteret opgaven til primært Falck. Københavns Brandvæsen dækker Københavns centrum og den nordlige del af Københavns Kommune, mens Frederiksberg Brandvæsen varetager kørslen på Frederiksberg og i Vanløse.

### Politi og redningsberedskab
For Københavns, Frederiksberg, Tårnby og Dragør kommuner varetages politiopgaverne af Københavns Politi. De har hovedsæde på Politigården tæt ved Hovedbanegården. Politiopgaverne i de øvrige kommuner varetages for de vestlige forstæder af Københavns Vestegns Politi med hovedsæde i Albertslund og for de nordlige forstæder af Nordsjællands Politi med hovedsæde i Helsingør.
Redningsberedskabet er et kommunalt ansvarsområde, men opgaven kan sendes i udbud, og derfor udfører en privat entreprenør mange steder opgaven. De forskellige kommuner, der udgør København har valgt forskellige løsninger. Inde i byen (Københavns og Frederiksberg kommuner), på Amager, samt mod vest har man kommunalt ejede brandvæsener, mens Falck varetager opgaven i de øvrige kommuner rundt om København.

## Demografi
I København var der pr. 1. januar 2018 1,3 mio. indbyggere, hvilket udgjorde 22,5% af den samlede danske befolkning. Københavns Kommunes godt 600.000 indbyggere udgør under halvdelen af det samlede Københavns indbyggertal. De største af de øvrige kommuner er Frederiksberg og Gentofte med hhv. 100.000 indbyggere og 72.000 indbyggere, mens den mindste er Vallensbæk med 14.000. Arealmæssigt er de største kommuner København og Lyngby-Taarbæk på hhv. 74 og 39 km² mens de mindste er Frederiksberg og Vallensbæk på hhv. 8 og 9 km². Frederiksberg Kommune har den største befolkningstæthed i både København og Danmark.
Betegnelserne Storkøbenhavn og senere Hovedstadsområdet (i dag betegnelsen for det bymæssigt sammenhængende område omkring København), skabt før 2. verdenskrig af de store forstadsudvidelser, begyndte man først at anvende i efterkrigstiden. I disse betegnelser hører udover Københavns Kommune også store omegnskommuner som Gladsaxe, Gentofte, Hvidovre og Tårnby. Før den nuværende afgrænsning af byen København fra 1999 blev antallet af indbyggere i Hovedstadsområdet opgjort til 1,4 millioner. Der tales endvidere om Region Hovedstaden, der indbefatter dele af Nordøstsjælland og Bornholm, men ikke Roskilde- og Køge-området. Regionen havde 1,65 millioner indbyggere, og må som begreb ikke forveksles med Hovedstadsregionen.
Med bygningen af Øresundsforbindelsen i 2000 blev København centrum for en ny by-region, nemlig metropolregionen kaldet Øresundsregionen. Området umiddelbart omkring Øresund, det vestlige Skåne med Malmø og Helsingborg og det østlige Sjælland har i alt cirka 2,8 millioner indbyggere, mens den samlede Øresundsregion, hvortil hele Sjælland, Lolland-Falster samt hele Skåne henregnes, har omkring 3,7 millioner indbyggere.

### Indbyggertal i København gennem tiderne
| År   | Folketal    | Ny definition          |
| ---- | ----------- | ---------------------- |
| 1450 | ca. 4-5.000 |                        |
| 1500 | ca. 10.000  |                        |
| 1650 | ca. 30.000  |                        |
| 1700 | ca. 65.000  |                        |
| 1769 | 82.086      |                        |
| 1801 | 100.975     |                        |
| 1860 | 155.143     | Frederiksberg tilføjes |
| 1880 | 266.466     |                        |
| 1911 | 584.089     |                        |
| 1930 | 771.168     |                        |

| År   | Folketal  | Ny definition                                                                |
| ---- | --------- | ---------------------------------------------------------------------------- |
| 1950 | 974.901   |                                                                              |
| 1970 | 802.391   |                                                                              |
| 1975 | 729.357   |                                                                              |
| 1976 | 1.292.647 | Bl.a. Brøndby, Dragør, Høje Taastrup og Lyngby-Taarbæk kommuner tilføjes     |
| 1981 | 1.381.882 | Bl.a. Ledøje-Smørum, Ishøj, Fredensborg-Humlebæk og Solrød kommuner tilføjes |
| 1990 | 1.337.114 |                                                                              |
| 1995 | 1.353.333 |                                                                              |
| 1999 | 1.069.813 | Ny definition: 200m.-grænsen indføres.                                       |
| 2011 | 1.199.224 |                                                                              |

### Religion
I København er den evangelisk-lutherske kristendom ligesom i resten af Danmark dominerende. Andelen af folkekirkemedlemmer er dog markant mindre i Københavns Stift end i resten af landet med 63,2 % (2011). Københavns Stift omfatter dog også bl.a. Bornholm og inkluderer ikke Københavns forstæder, som i stedet hører under Helsingør Stift, hvor andelen af folkekirkemedlemmer er 75 %. Udover evangelisk-luthersk kristendom er der også en mindre katolsk menighed med Sankt Ansgar Kirke som domkirke.
De største religioner ud over kristendom er Islam med ca. 60.000 og jødedom, hvor der bor ca. 6.000 jøder i Danmark, hvoraf den største del i Københavnsområdet. Islam har flere moskeer rundt omkring i byen, og der arbejdes på at etablere en stormoske flere steder i byen, bl.a. på Moskegrunden på den nordlige del af Amager og i nordvestkvarteret. Jødedommen har en synagoge i Krystalgade og en mindre synagoge i Ole Suhrs Gade.
Udover ovenstående religioner er der også mindre menigheder af buddhisme, hinduisme (der har et tempel i Skovlunde) og andre religiøse grupper, som Forn Siðr (Solbjerg Blotlaug).

## Økonomi
Hovedstadsområdet er som landets største byområde med omkring 20 % af landets indbyggere et naturligt økonomisk kraftcenter for landet, men også for det sydlige Sverige spiller byområdet en vigtig økonomisk rolle. Med en placering som nr. 3 i 2011 over verdens rigeste byer havde Københavns indbyggere en af verdens højeste gennemsnitsindkomster, hvilket også er langt over gennemsnittet for resten af landet Samtidig er København dog også en af de dyreste byer at bo i.
Tidligere var København præget af en række store industrielle virksomheder som Burmeister & Wain, Dansk Sojakagefabrik og andre virksomheder placeret nær havnen. København var ligeledes udgangspunkt for C.F. Tietgens omfattende netværk af virksomheder (Privatbanken, Det Store Nordiske Telegrafselskab, De Danske Spritfabrikker m.fl.). Udover de store virksomheder lå en lang række små og store virksomheder spredt over hele byen. Fra anden verdenskrigs afslutning er den tunge industri flyttet uden for byen eller helt ud af landet, og København er i højere grad blevet en vidensby. I dag er der stort set ingen industri ved havnen og de små industrivirksomheder spredt over hele byen er også væk. I stedet er industrivirksomhederne i høj grad erstattet af vidensarbejdspladser i centrum og både videns- og industriarbejdspladser på fx Avedøre holme og Ballerup og Gladsaxe industrikvarter.
Flere af de største danske virksomheder har i dag hovedsæder i byområdet; specielt virksomheder inden for den farmaceutiske industri (Novo Nordisk, Lundbeck, Ferring m.fl.) og skibsfart (A.P. Møller-Mærsk, Torm, D/S Norden, J. Lauritzen) er vigtige for områdets økonomi. Ligeledes præger flere store finansielle koncerner sammen med Nationalbanken det centrale København herunder Danske Bank, Nordea Bank Danmark og Nykredit. Carlsberg, ISS og Skandinavisk Tobakskompagni er andre store selskaber, der har hovedsæde i Københavnsområdet.
Politisk set er det meste af centraladministrationen placeret i København, hvor de fleste ministerier har kontorer på eller i området omkring Slotsholmen. Ligeledes er de fleste styrelser placeret i Københavnsområdet, hvilket alt i alt giver en lang række videnstunge job.
Københavnsområdet er derudover hjemsted for en håndfuld stærke forretningsklynger inden for områderne biotek, cleantech, IT og shipping. Klyngerne inden for biotech og cleantech har mange overlap, inden for f.eks. biomasseproduktion. Begge klynger støttes af klyngeorganisationer til vækst og fremme af industrierne. Inden for biotech er klyngeorganisationen Medicon Valley og inden for cleantech/miljøteknologi er det den nystiftede Copenhagen Cleantech Cluster. Klynger har fået et større fokus fra regionalpolitisk side, da klynger som cleantech-klyngen dækker over mere end 350 virksomheder og ca. 30.000 arbejdspladser.

### Naturressourcer
Der er ikke ret mange naturressourcer i det område København dækker og de få naturressourcer der er giver i dag kun et begrænset bidrag til Københavns økonomi.
En af de naturressourcer der udnyttes er udvinding af grundvand til drikkevand. Ligeledes foregår der begrænset udvinding af varmt vand fra undergrunden til energi. På Middelgrunden i vandet øst for København og på Avedøre Holme mod syd står en række vindmøller, som udnytter vindenergien og der planlægges yderligere bygning af vindmøller forskellige steder i Københavns kommune.
I middelalderen var sildefiskeriet altafgørende for Københavns økomoni, mens fiskeriet i dag kun er en fritidsbeskæftigelse. Tidligere har der også været etableret vandmøller, fx langs Mølleåen i Lyngby, der udnyttede energien i strømmende vand. Vandets fald er dog ikke stort nok i Københavnsområdet til at det i dag kan svare sig at udnytte dette industrielt og de resterende vandmøller bruges nu til museumsformål. Der har også tidligere været udvinding af ler til tegl-produktion. Teglværksholmen i Københavns Sydhavn er fx opkaldt efter denne produktion.

## Klima
København ligger i en klimazone præget af golfstrømmens indflydelse. Golfstrømmen bringer varme med sig og gør, at København er ca. 5 grader varmere end byens breddegrad ellers dikterer. Samtidig ligger byen også i et område, hvor atlantiske lavtryk typisk passerer forbi. Dette gør, at vejret i alle fire årstider er relativt ustabilt med skiftende perioder med regn og sol.
Nedbør er moderat året igennem med et lille toppunkt fra juni til august. Sne falder primært fra jul til tidligt i marts, men det bliver sjældent liggende længe. Regn i januar og februar er ligeså almindeligt som sne og gennemsnitstemperaturen for disse to vintermåneder ligger lige omkring frysepunktet.
Om vinteren afhænger vejret af, hvilken rute de atlantiske lavtryk tager. Med et stabilt højtryk omkring alperne vil lavtrykkene fra sydvest ofte nå til det sydlige Skandinavien og nordlige Tyskland. I et sådant tilfælde vil temperaturen i København ofte være over frysepunktet både dag og nat. Dette er den mest almindelige situation. Hvis et højtryk har etableret sig i selve Danmark eller mod nordøst i Finland eller Rusland, vil de milde atlantiske vinde fra sydvest være blokeret. Med dette følger, at nordlige eller nordøstlige vinde vil bringe kold polarluft til København, hvilket kan få temperaturen til at falde under frysepunktet. Temperaturen falder dog sjældent til under 5 minusgrader om dagen og 12 minusgrader om natten.
Foråret kan sammenlignes med det kontinentale Europa, men forsinket omkring en uge grundet det kolde omgivende havvand. På samme måde isolerer vandet om efteråret, så klimaet i København er mildere i lidt længere tid end ellers. I perioden fra midten af oktober til februar kan en eller to storme (eller endda orkaner) optræde. Storme om sommeren er sjældne.
Sommeren er som de andre årstider en blanding af sydvestlige milde, blæsende og regnbringende lavtrykssystemer og perioder med stabile højtryk, der bringer solrigt og relativt varmt vejr med sig. Forekomsten af kraftige lavtryk, der f.eks. kan forårsage storm forefindes relativt sjældent. I perioden omkring juli falder der gennemsnitligt mest nedbør, op til 57 mm.
| Vejr for København                                           | Vejr for København | Vejr for København | Vejr for København | Vejr for København | Vejr for København | Vejr for København | Vejr for København | Vejr for København | Vejr for København | Vejr for København | Vejr for København | Vejr for København | Vejr for København |
|                                                              | Jan                | Feb                | Mar                | Apr                | Maj                | Jun                | Jul                | Aug                | Sep                | Okt                | Nov                | Dec                | År                 |
| ------------------------------------------------------------ | ------------------ | ------------------ | ------------------ | ------------------ | ------------------ | ------------------ | ------------------ | ------------------ | ------------------ | ------------------ | ------------------ | ------------------ | ------------------ |
| Gennemsnitlig maks °C                                        | 2                  | 2                  | 5                  | 10                 | 15                 | 19                 | 20                 | 20                 | 17                 | 12                 | 7                  | 4                  | 11,1               |
| Gennemsnitlig min °C                                         | −2                 | −2                 | −1                 | 2                  | 7                  | 11                 | 13                 | 13                 | 10                 | 7                  | 3                  | −1                 | 5                  |
| Gennemsnitlig nedbør mm                                      | 36                 | 24                 | 34                 | 35                 | 40                 | 45                 | 57                 | 55                 | 53                 | 47                 | 52                 | 47                 | 525                |
| Kilde (30. november 2009): World Weather Information Service |                    |                    |                    |                    |                    |                    |                    |                    |                    |                    |                    |                    |                    |

## Natur og dyreliv
Naturen i København er naturligvis kraftigt præget af den omfattende urbanisering. På trods af dette er der også store naturområder, som Valbyparken, Havnebassinet og Utterslev mose, hvor der vokser mange forskellige planter og lever mange dyrearter. Dyre- og plantelivet er selvfølgelig koncentreret omkring naturområderne. Københavns kommune arbejder i disse år med at der skal plantes 100.000 nye træer i kommunen og med etableringen af såkaldte lommeparker. Mange af søerne og parkerne er fredede.

### Grønne områder
Nogle af de største grønne naturområder i København er Dyrehaven (1.100 ha), Amager Fælled (223 ha), Brøndbyskoven (80 Ha), Valbyparken (64,2 ha), Frederiksberg Have/Søndermarken (64 ha), Fælledparken (58 ha) og , Damhusengen (41 ha), Kongens Have/Østre Anlæg/Botanisk have (ca. 40 Ha), Kløvermarken (40 ha) og Gyngemosen (ca. 30 ha). Derudover kommer en lang række mindre parker, villahaver mm., som både kan være private og offentlige.
Fælledparken, Valbyparken og Søndermarken skifter mellem åbne plejede græsområder og mindre områder med træer og en enkelt sø. I begge områder vokser der næsten udelukkende træer, der er naturligt forekommende i Danmark, som bøg, eg, el og ahorn. Dyrelivet i disse områder er primært mindre dyr som egern og fugle som solsort. Utterslev Mose/Gyngemosen har et rigt varieret fugleliv. Dyrehaven og Amager Fælled er mere vildtvoksende, hvor den store forskel mellem dem er at Dyrehaven primært er opvokset løvskov mens Amager Fælled er mere præget af buske og småtræer.

### Blå områder
Nogle af de største blå naturområder i København er havnebassinet, Utterslev Mose (192 ha), Søerne (ca. 50 ha), Damhus Sø (46 ha), Gentofte Sø (36 ha) og Stadsgraven (31 ha). De fleste af disse blå områder hænger sammen i det samme vandsystem med åer eller rør. Den primære vandkilde til systemet er Harrestrup Å mod nordvest hvorfra vandet ledes gennem hhv. Utterslev Mose/Emdrup Sø og Damhussøen og fra begge steder videre gennem de indre søer og derfra ud i havnen. De enkelte søers sundhedstilstand påvirkes derfor meget af hvad der sker højere oppe i systemet. Som et eksempel på sammenhængen kan nævnes at det ikke var muligt at forbedre sundhedstilstanden for de indre søer før der blev bygget et renseanlæg ved Emdrup Sø i 1999.
Blandt de vigtigst blå områder er Gentofte Sø som rummer mange truede naturtyper og er en af de reneste større søer i Danmark. I området omkring søen vokser bl.a. 8 forskellige arter af orkideer.

## Miljø og forurening
København er anerkendt som en af de mest miljøvenlige byer i verden. Meget af byens miljøsucces kan tilskrives en stærk kommunalpolitik kombineret med en fornuftig national politik. I 1971 etablerede Danmark et miljøministerium og var det første land i verden til at implementere en miljølov i 1973. I 2006 modtog Københavns Kommune European Environmental Management Award. Prisen blev givet for en langvarig indsats inden for helhedsorienteret miljøplanlægning. Det er et mål for Københavns kommune at reducere sin CO2 udledning med 20 % før slutningen af 2015. I 2001 blev der bygget en stor offshore vindmøllefarm lige uden for den københavnske kyst på Middelgrunden. Den producerer omkring 4 % af byens energi. Der findes ligeledes vindmøller ved Avedøre Holme, der producerer omkring 1 % af byens energi, og der er forslag fremme om at placere flere møller ved Nordhavnen, Prøvestenen, Lynetten og Kalvebod Syd.
København blev i 2009 kåret som Europas grønneste by foran Stockholm, Oslo, Wien og Amsterdam i det britiske magasin The Economist.

### Vand
Efter en stor indsats for at forbedre vandkvaliteten i havnen bl.a. med etablering af rensningsanlæg og overløbsbassiner, kan man nu svømme i havnen, og der bliver hvert år arrangeret en svømmekonkurrence i kanalen omkring Christiansborg. Ligeledes er der etableret flere havnebade i den indre havn. Udover en forbedring af vandkvaliteten i havnen er der ligeledes arbejdet på at forbedre vandkvaliteten i byens søer. Gentofte Sø er en af de reneste søer i regionen, og der kan bl.a. findes sjældne orkideer i vådområdet. Furesø var indtil starten af 1900-tallet en af de klareste søer i Nordeuropa, men stor kvælstof- og fosforudledning fra 1900-1975 ødelagde dette. Fra 1975 er der foretaget en række tiltag for at højne vandkvaliteten i søen, som etablering af et grønt rensningsanlæg og et EU-finansieret restaureringsprojekt fra 2003. Københavns indre søer har ligeledes været et stort fokusområde og mange forskellige tiltag er blevet taget for at forbedre vandmiljøet. Så tidligt som 1687 udstedte Frederik 3. et dekret om at der ikke måtte vaskes tøj og vogne i Peblinge Sø, da søen blev brugt som drikkevandsforsyning. I 1999 blev der bygget et renseanlæg ved tilløbet fra Emdrup Sø. Den forbedrede kvalitet af det tilløbende vand har gjort det muligt at lave en genopretning af søernes vandkvalitet gennem biomanipulation.

### Jord
Jorden i Københavns byzone er som udgangspunkt lettere forurenet. Den 1. januar 2008 klassificerede Miljøstyrelsen al byzonejord på dette forureningsniveau. Denne forurening kan fx stamme fra bilers udstødning eller industriens udledning af røg og støv. Derudover er der mange områder i København, hvor der er forurening af højere grad. Dette kan skyldes, at der har ligget forurenende virksomheder på grunden, som farverier eller benzinstationer, at der er deponeret affald eller af andre grunde. Det vurderes, at Region Hovedstaden indeholder 40 % af Danmarks jordforureningsproblemer og over halvdelen af store forureninger, selvom arealet kun udgør 6 % af Danmark og 30 % af befolkningen. Regionen vurderer, at det vil tage mellem 50 og 100 år at fjerne den eksisterende forurening og koste mellem 4 og 6 mia. kr.

### Luft
København oplever lige som andre storbyer problemer med forurening og larm fra biler, busser og lastbiler. Man regner med, at hvert år dør omkring 500 københavnere tidligere end ellers som følge af bilforurening. I 2007 viste en undersøgelse, at den femtedel af Københavns indbyggere, der boede nærmest de mest befærdede gader, havde dobbelt så stor risiko for at dø tidligere end normalt. Partikelforureningen vurderes mange steder at være på størrelse med forureningen i storbyer som Paris og London. En del af grunden til, at der er så høj forurening i København, er, at der ikke er indført regler for at busdriften skal være miljøvenlig, og at der ikke er etableret parkér-og-rejs anlæg ved passende S-togsstationer for at facilitere brugen af offentlig transport. Ligeledes har det ikke været prioriteret at bygge Havnetunnelen og grave H.C. Andersens Boulevard ned på samme måde, som det eksempelvis er gjort i Oslo med én af dens centrale gader. Luftforureningen er dog faldet væsentligt siden 1980'erne.
En del københavnske politikere ønsker dog at begrænse trafikken ved at indføre bompenge, hvilket den tidligere regering ikke ville godkende, under henvisning til at det vil svare til at pålægge bilejerne øgede skatter. Regeringen gav tilladelse til, at der blev etableret en miljøzone, hvor lastbilerne skal have partikelfiltre på. Fra 2008 gælder den for de ældste lastbiler og fra 2010 for alle lastbiler. Regeringen Helle Thorning-Schmidt havde i sit regeringsgrundlag fra oktober 2011 prioriteret etablering af en betalingsring rundt om dele af det centrale København. Der var dog ikke enighed om ringens placering, og planerne mødte politisk modstand. Betalingsringen blev skrinlagt i februar 2012.